# TOCOTOCO SQUARE
TOCOTOCO SQUARE（トコトコスクエア）は、埼玉県所沢市東町5-22に所在しているショッピングセンターである。2019年に閉店したイオン所沢店の跡地である。

## 概要
1981年にダイエー所沢店として開業。

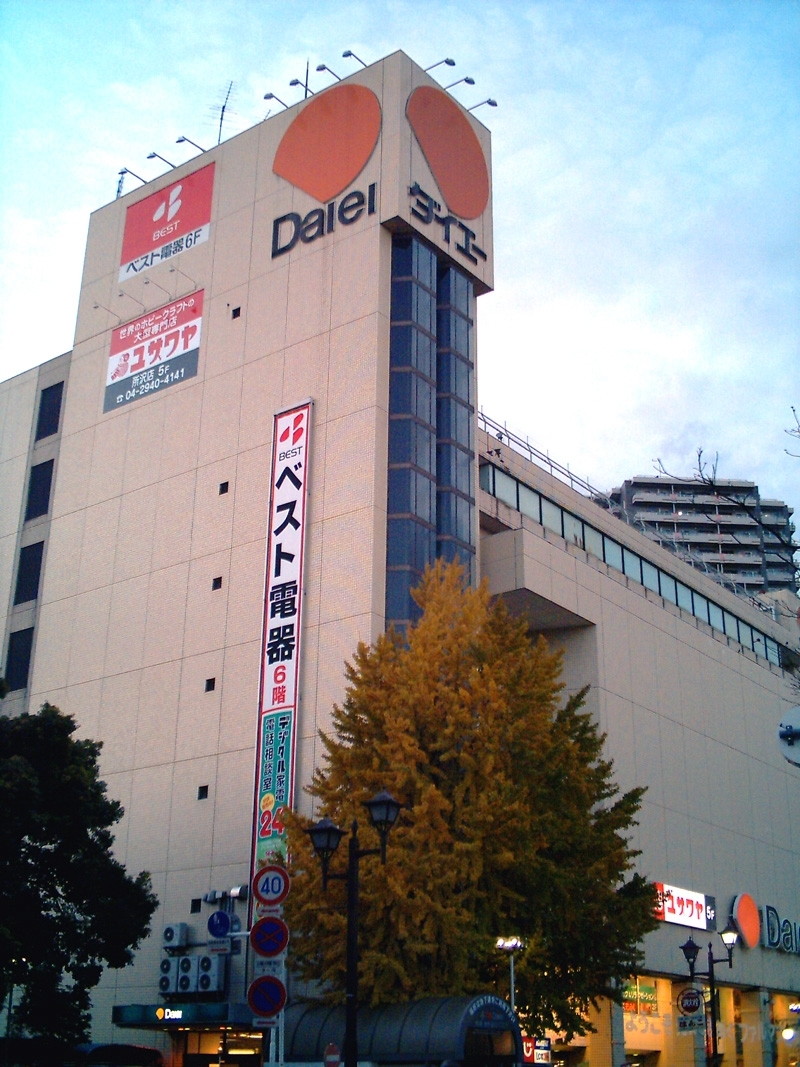
ダイエーが開店した頃の外観

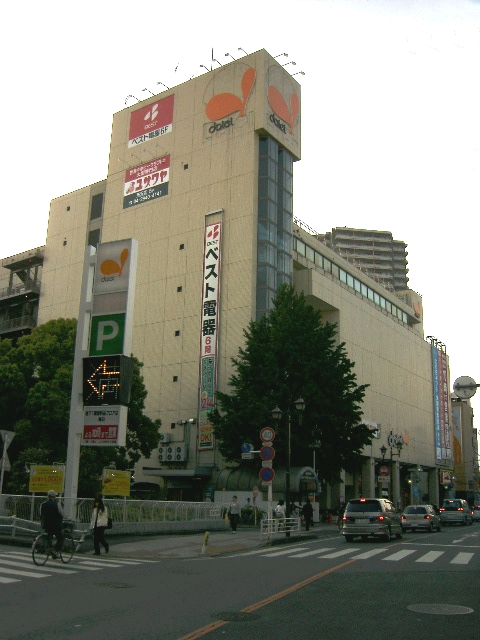
ダイエーがリニューアルした頃の外観

ダイエーの出店決定後、西武グループや土地所有者である東栄を巻き込んだ抗争に発展。西武側はグループ企業社員寮を出店予定地に建てるなど抵抗し、ダイエーは店舗規模の縮小やオープンの遅れを余儀なくされてしまう。
その後2016年（平成28年）にイオンリテールに移管され、店舗ブランドがイオンに移行。2019年（令和元年）9月30日、一部テナントを残し（後述）閉店した。

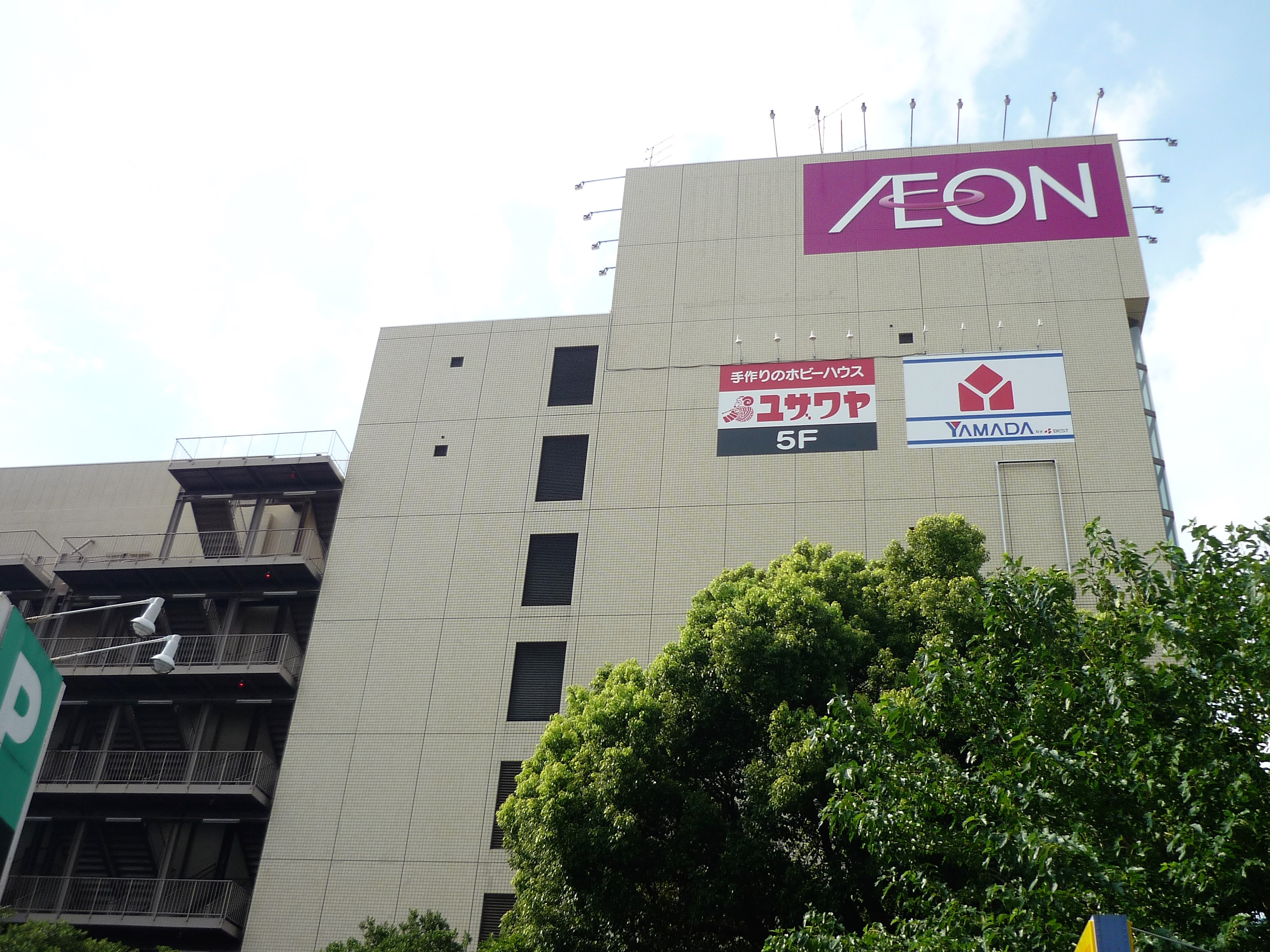
イオン時代

その後一部テナント(ヤマダ電機、アニメイト等)と新規テナント(セリア、ミスターマックス、はま寿司、ツルハドラッグ、スーパーセカンドストリート、ニトリ、オーケー、ラウンドワンスタジアム等)を合わせて42店舗となり店名もTOCOTOCO SQUAREとなった。

## 主なテナント
BF
- オーケー
- サンキューカット
- ママのリフォーム
- レモネードbyレモニカ
- クリーニングムサシノ
- ベネッセの英語教室 BE studio
- はま寿司
- ジェラフル
- お茶のはなさき
- ウィンリペア
- ナイスネイル
- Neis体操教室
- 整足院
- iCracked Store

1F
- ほけん百花
- パティズ
- ファイテンショップ
- 眼鏡市場
- グラーノグラーノ
- シモジマ
- パンジー
- ツルハドラッグ
- パソコン教室　わかるとできる
- Kimono Shop あいこ
- 西川スリープスクエア

2F
- ミスターマックス

3F
- ヤマダ電機
- セリア
- ところ整骨院
- テルル

4F
- スーパーセカンドストリート
- サガゼン
- アニメイト
- あに✕くれ
- カードラボ
- らしんばん
- 所沢カルチャーセンター

5F
- ニトリ

6F、7F、屋上
- ラウンドワンスタジアム所沢店

## 交通
- 西武鉄道新宿線・池袋線 所沢駅から徒歩5分。